# Zacisze (powiat czarnkowsko-trzcianecki)
Zacisze – osada leśna w Polsce położona w województwie wielkopolskim, w powiecie czarnkowsko-trzcianeckim, w gminie Krzyż Wielkopolski.
W latach 1975–1998 miejscowość należała administracyjnie do województwa pilskiego.